# Un día más (película)
Un día más (en italiano: Il giorno in più) es una película de comedia romántica italiana de 2011 dirigida por Massimo Venier. La película es una adaptación de la novela del mismo nombre escrita por Fabio Volo, que es protagonista de la película junto a Isabella Ragonese.

## Reparto
- Fabio Volo: Giacomo Pasetti
- Isabella Ragonese: Michela
- Pietro Ragusa: Dante
- Stefania Sandrelli: Mother of Giacomo
- Roberto Citran: Ricardi
- Hassani Shapi: Chandry
- Camilla Filippi: Silvia
- Irene Ferri: Alice
- Luciana Littizzetto: Boldrini
- Lino Toffolo: Fausto
- Valeria Bilello: Alessia